# Elia Millosevich
Elia Filippo Francesco Giuseppe Maria Millosevich (født 5. september 1848 i Venedig, død 5. december 1919 i Rom) var en italiensk astronom. 
Millosevich blev 1872 professor i astronomi ved Regio Istituto di Marina Mercantile i Venedig, 1880 vicedirektør for Ufficio Centrale di Meteorologia, hvortil hørte som en særlig adskilt afdeling Osservatorio Astronomico al Collegio Romano; 1902 blev han observatoriets direktør. Millosevich har publiceret i fagtidsskrifter talrige observationer og beregninger af planeter og kometer; af disse nævnes specielt hans studier over Eros' bane. Sammen med Domenico Peyra har han udgivet Catalogo di 2491 stelle (Modena 1896) og Catalogo di 1291 stelle australi (1901), og sammen med Emanuele Tringali Catalogo di 412 stelle (1904).